# Guillaume d'Ercuis
 (avril 2012).
Guillaume d'Ercuis (vers 1260, Ercuis – entre 1314 et 1316), est un ecclésiastique, aumônier du roi Philippe III de France et précepteur du futur Philippe IV.
Il est notaire royal, chanoine de Laon, Noyon, Senlis, Mello, Marchais et Reims, archidiacre de Laon et de Thiérache.

## Biographie

### Sa famille
Il est fils de Guillaume d’Ercuis (1240-1302), écuyer, et d'Helisende. La famille d'Ercuis tire son nom d'une seigneurie du nom latin d'Arquetum, en vieux français Arcuys ou Erquez et aujourd'hui Ercuis, commune du Beauvaisis sur le plateau de Thelle, entre Neuilly-en-Thelle et Cires-lès-Mello.[réf. nécessaire]
Les Coustant ou Ercuis font partie de la haute domesticité de la maison royale.

### Aumônier du roi Philippe le Hardi
Guillaume d'Ercuis passe sa jeunesse dans le Beauvaisis, la plupart du temps à Le Mesnil-en-Thelle. Il est le protégé du sire de Chambly, Pierre V de Chambly, chambellan du roi.
Guillaume d'Ercuis est tout d’abord le jeune aumônier ou chapelain de Philippe « le Hardi » (1245-1285), et notaire royal. Il suit la cour dans ses déplacements.

### Précepteur du futur roi Philippe le Bel
Guillaume a sans doute l'attention du roi, qui lui confie une partie de l'éducation de l'héritier du trône. Il est d’ailleurs surtout connu pour ce rôle de précepteur du futur roi Philippe le Bel (1268-1314). À la différence de son père totalement inculte, Philippe le Bel reçoit, par le soin de son précepteur l'aumônier, une bonne éducation. Il comprend le latin et aime étudier.
Ses mérites et son érudition signalent la qualité de précepteur du roi. Une bulle du pape Clément V, de 1307, ratifiant la fondation de la chapelle d'Ercuis, ne le désigne que comme « clerc et familier du roi » (clericus et familiaris regis).
Son testament va donner une idée des principales préoccupations de sa vie et de l'usage qu'il fait des faveurs royales. Les fonctions de Guillaume d'Ercuis auprès des deux Philippe lui permettaient de recueillir des informations très sûres. Son frère Jean d'Ercuis est le valet du roi.

### Chanoine et archidiacre
Les chartes qui composent le dossier d'Ercuis, permettent aussi d'établir qu'en 1290 il est déjà chanoine de Laon. En 1293, on le trouve qualifié clerc du roi, chanoine de Laon, Noyon, Senlis, Sainte-Marie-de-Mello, et Marchais. Guillaume d'Ercuis est chanoine, en 1303, de Reims, archidiacre de Laon et de Thiérache. Du fait de ses fonctions, il se déplace beaucoup en Picardie et en Champagne contrairement à la plupart des notaires royaux.
Guillaume d'Ercuis est un exemple de gros bénéficier non résidant.
Il a des bénéfices importants et acquiert une petite seigneurie à Ercuis. Du fait de ses bénéfices il devient un grand propriétaire terrien.
Guillaume d'Ercuis fonde plusieurs chapelles dans le diocèse de Beauvais, et une entre autres à Ercuis, résidence de sa famille, en 1292 dédiée à la Vierge.

### Son testament
Son testament, daté du samedi après la Saint-Benoît de l'an 1314, nous est parvenu dans un vidimus de l'official de Paris du 29 juin 1329. Il atteste sa haute piété, son profond dévouement et sa reconnaissance envers la famille royale. L'époque de sa mort ne peut être déterminée d'une manière précise. Cependant elle doit être placée entre le 13 juillet 1314, époque à laquelle, déjà retenu chez lui par la maladie et les infirmités, il reçoit l'acceptation de l'abbé de Sainte-Geneviève, et le 16 janvier 1316, date d'un amortissement fait et donné en faveur des religieux abbé et couvent de Sainte-Geneviève de Paris par Louis, fils aîné du comte de Clermont, des biens et héritages donnés par feu Messire Guillaume d'Ercuis, fondateur de plusieurs chapelles en la paroisse d'Ercuis, pour la desserte desdites chapelles. Il est sans doute, d'après le vœu exprimé dans son testament, enterré au monastère du Val-des-Ecoliers de l'ordre de Saint-Victor.
L'abbaye Sainte-Geneviève de Paris, et sa famille héritent de ses biens.

### Livre de raison
Guillaume d'Ercuis consigne dans son livre de raison des notes datées relatives à ses dépenses pour l'achat de domaines, de biens meubles, d'objets divers dont des livres. Un certain nombre de notices relatent aussi des événements de sa vie familiale (mariages, naissances…), et des événements relatifs à la vie à la cour et du royaume de 1280 à 1315. Il donne aussi des renseignements précieux sur la circulation monétaire à cette époque.
Le Livre de raison de Guillaume d'Ercuis a été publié par J. Petit. L'original est conservé à la bibliothèque Sainte-Geneviève.

### Œuvres
- Livre de raison de Guillaume d'Ercuis, Joseph Petit, 1900. Détail du folio 13 du Livre de raison de Guillaume d'Ercuis.